# 马特洛特
马特洛特（英語：Matelot）是加勒比海岛国特立尼达和多巴哥特立尼达岛北海岸的一座村庄，行政上由大桑格雷地区管辖，2011年人口553人，该村在传统上被视为该岛最遥远的地点之一。